# Гіпотеза батьківської мови
Гіпотеза батьківської мови пропонує, що людям властиво розмовляти мовою батька. Ця гіпотеза заснована на відкритті 1997 р., яке полягає в більш тісній кореляції між мовою та Y-хромосомними варіаціями, чим між мовою та мітохондріальними варіаціями ДНК (мтДНК). Під керівництвом Лорана Екскоф'є було проведено дослідження командою генетиків, що спеціалізуються на питаннях популяції. Вибірка складалась з африканців та європейців. На основі цих та подібних висновків інших генетиків, історичний мовознавець Джордж ван Дріем у 2010 році розробив гіпотезу, яка стверджує що мова переважно розповсюджується з часом через навчання матір'ю дітей мовою чоловіка.Приклади у всьому світі, орієнтуючись на доісторичний мовний зсув, що відбувався в вже заселених районах, показують що лише 10–20 % імміграції чоловіків в доісторичні часи можуть (але не потребують цього) спричинити мовний зсув. Це вказує на елітність цих прошарків населення, яке, можливо, сталося з появою перших фермерів чи металообробників під час неоліту, бронзової та залізної доби.
На жаль в Україні дослідження цієї гіпотези не відбуваються.

## Ранні дослідження аутосом
До відкриття варіацій мтДНК та варіацій Y-хромосом у 1980-х та 1990-х роках відповідно не вдавалося відрізнити чоловічий вплив від жіночого в популяційній генетиці. Натомість, починаючи з першого популяційного генетичного дослідження з використанням груп крові проведеного Людвіком Хіршфельдом в 1919 році, дослідники покладались на аутосомні варіації. Пізніше були використані інші генетичні поліморфізми, наприклад поліморфізми білків плазми крові, поліморфізми антигенів лімфоцитів людини або поліморфізми імуноглобулінів.  Виходячи з цього, періодично пропонувались кореляції між мовами та генетичними варіаціями, але специфічні питання щодо статі не могли бути вирішені до 90-х років, коли для дослідження стали доступні як мтДНК, так і Y-хромосомні варіації у людини.

## Походження гіпотези
Y-хромосома керується патрилінеальним успадкуванням, тобто передається лише між чоловіками — від батька до сина. З іншого боку мітохондріальна ДНК керується матрилінеальним успадкуванням, тобто передається лише від матері дітям та від її дочок до їхніх дітей. У 1997 році Лоран Екскоф'є, його учениця Естелла Полоні та його команда повідомили, що вони помітили значну кореляцію між Y-хромосомною послідовністю P49a, варіацією f / Taql та лінгвістикою, не маючи змоги знайти таку ж відповідність для варіацій мтДНК. Полоні та інші запропонували можливі наслідки такого взаємозв'язку, а саме гіпотезу батьківської мови: «Як наслідок, специфічна для жінок різноманітність людського генома не так добре вписується в географію та лінгвістику, ніж чоловіча. Якби це було так, то загальноприйняте переконання, що ми розмовляємо мовою своєї матері, необхідно переглянути на користь концепції „батьківської мови“.»
Естелла Полоні також представила гіпотезу батьківської мови на міжнародній конференції в Парижі у квітні 2000 року.
На основі цього твору з популяційної генетики, історичний мовознавець Жорж ван Дрім розробив гіпотезу батьківської мови у своїх етнолінгвістичних публікаціях та в виданнях з популяційної генетики, співавтором яких він є. [12] На конференції Індо-Тихоокеанської Доісторичної Асоціації в Тайбеї в 2002 році він писав, що «мати, яка навчає своїх дітей мовою свого батька, була повторюваною всюдисущою та поширеною закономірністю протягом усієї лінгвістичної історії, […] деякі механізми зміни мови з часом, ймовірно, будуть притаманні динаміці передачи цим шляхом. Такі кореляції спостерігаються по всьому світі.»

## Виявлення Y-хромосомних маркерів для мов
Наступним етапом було відкриття специфічних Y-хромосомних маркерів, пов'язаних з мовою. Ці Y-хромосомні варіанти не спричиняють мовних змін, але можливо їм сприяли історичні або доісторичні чоловіки поширюючи мову. Ці специфічні для мови Y-хромосомні маркери створюють кореляції, що спостерігали Полоні та інші в 1997 р., а також дозволяють визначити географічний ступінь, глибину часу та рівень імміграції чоловіків, що лежать в основі незвіданої (доісторичної) зміни мови. Таким чином, лише 10–20 % імміграції чоловіків в доісторичні часи можуть (але не потребують цього) спричинити мовний зсув. Це вказує на елітність цих прошарків населення, яке, можливо, сталося з появою перших фермерів чи металообробників під час неоліту, бронзової та залізної доби.

## Приклади батьківських мов
Є кілька яскравих прикладів, коли доісторична дифузія мовної сім'ї значно співвідноситься з дифузією Y-хромосомних гаплогруп.  
- Розселення індоєвропейців з теоретичної батьківщини в Понтійсько-Каспійському степу, згідно з Курганною гіпотезою, пропонується пов'язати з поширенням підгрупи R гаплогрупи R1a1 в Європу.  Гаплогрупа R1a1 також може відображати прихід індоарійців у північну Індію.
- Y-хромосомна лінія L потенційно може відображати більш раннє патрілінгвальне розповсюдження Еламо-дравідіанських мов, що співвідноситься з регіоном сучасного Ірану. Однак ідея Еламо-дравідіанськіх мов все ще заперечується основними лінгвістами.
- Носії австроазіатськіх мов показують високу поширеність в підгрупі гаплогрупи O2a. Наприклад, носії Мунда на півночі та північному сході Індії демонструють високу поширеність в O2a, що не зустрічається у їхніх регіональних сусідів, які розмовляють мовами, що не належать до австроазіатської сім'ї, в той час як їх гаплогрупи мтДНК здаються тими, що часто трапляються в їхньому регіоні, незалежно від мовної спорідненості.
- Дослідження з популяційної генетики 23-ьох китайських популяцій Хань показало, що їх розширення на південь під час сініфікації сучасного південного Китаю було переважно патріархальним, а також є беззаперечним прикладом гіпотези батьківської мови.
- Також було висловлено припущення, що Банту та інші нігеро-конголезькі мови добре співвідносяться з Y-хромосомними гаплогрупами.
- Поширення афроазіатських мов пов'язане з розширенням гаплогрупи E1b1b.

## Наслідки
Гіпотеза батьківської мови має далекосяжне значення для кількох напрямів у лінгвістиці, таких як мовні зміни, оволодіння мовою та в соціолінгвістиці. Гіпотеза батьківської мови також має наслідки для оволодіння мовою, оскільки гіпотеза пропонує еволюційне пояснення того, чому жінки можуть бути кращими в деяких аспектах використання та оволодіння мовою. 
Історичний лінгвіст Джордж ван Дрейм інтерпретував співвідношення Y-хромосомних гаплогруп та мовних сімей як свідчення того, що поширення мовних сімей часто опосередковане міграцією чоловіків, наприклад через втручання воєнного або менш важливого характеру. Він здогадується, що більшість мовних спільнот розмовляють мовою батька, а не рідними мовами. 
Приклади у всьому світі, орієнтуючись на доісторичний мовний зсув, що відбувався в вже заселених районах, показують що лише 10–20 % імміграції чоловіків в доісторичні часи можуть (але не потребують цього) спричинити мовний зсув. Це вказує на елітність цих прошарків населення, яке, можливо, сталося з появою перших фермерів чи металообробників під час неоліту, бронзової та залізної доби.
Гіпотеза батьківської мови має наслідки для розуміння лінгвістами мовних змін. Потрібно припустити, що динаміка мовних змін, за якою матері передають мову свого чоловіка своєму потомству, відрізняється від динаміки мовних змін в одномовній спільноті, та навіть від динаміки мовних змін у двомовній спільноті, де матері самостійно передають мови своїм дітям. Як наслідок, така динаміка може внести розрив з минулим. Наприклад, було досліджено що Мічіф, генетично алгонкійська мова (подібно до Рівнинної Крі), була релексифікована жінками-метисами з метисько-французької, мови їх чоловіків, через це генетичну спорідненість
Мічіф стало майже неможливо розпізнати. Якщо процес релексифікації вийшов за межі можливості мовної реконструкції, динаміка такого процесу може затьмарити справжню мовну спадковість спільноти. 

## Винятки
Генетика не визначає мову, якою буде розмовляти людина. Зв’язок між Y-хромосомними гаплогрупами та мовними спорідненостями є спостережуваним співвідношенням, а не причинним зв’язком. Хоча батьківські мови переважають, у світі все одно існують винятки. Два дуже відомі винятки - Балті на півночі Пакистану та угорці. Гаплогрупи мтДНК, найчастіші серед Балті, є такими ж, як у сусідніх тибетських спільнот, тоді як Y-хромосомні гаплогрупи, які найчастіше зустрічаються у чоловіків Балті, ймовірно прийшли до Балтістану з заходу під час введенням Ісламу. Балти розмовляють однією з найбільш консервативних тибетських мов. Мова Балті відповідає мтДНК, а не Y-хромосомі, і фактично є яскравим прикладом материнської мови. Інший відомий виняток - угорський. Гаплогрупа N1c Y-хромосоми, що відрізняється відсутністю Tat-C, зустрічається з високою частотою в усіх уральських мовних спільнотах, але практично не відсутня в угорських чоловіків. Тому, хоча вторгнення мадярів у сучасну Угорщину є історично засвідченим та залишило чіткі мовні свідчення, генетичних слідів цього вторгнення не помітно. Натомість, з генетичної точки зору, угорці сильно нагадують західнослов’янську мовну спільноту.

## Див. Також
- Мовна сім'я